# Pavetta longistyla
Pavetta longistyla är en måreväxtart som beskrevs av S.D.Manning. Pavetta longistyla ingår i släktet Pavetta och familjen måreväxter. Inga underarter finns listade i Catalogue of Life.